# Zona conurbada de Tianguistenco
La Zona conurbada de Tianguistenco es un área metropolitana de México ubicada dentro del Estado de México. Es parte de la Megalópolis de México y es la tercera zona metropolitana del estado en cuanto a tamaño y población. Dentro de la zona metropolitana existen 12 ciudades repartidas entre los seis municipios que la conforman.

## Delimitación
La zona conurbada está compuesta por seis municipios, de los cuales cinco son considerados municipios centrales y uno, Texcalyacac, es considerado municipio exterior dentro de la zona metropolitana.
| Código INEGI | Municipio        | Población (2010) | Población (2014) |
| ------------ | ---------------- | ---------------- | ---------------- |
| 006          | Almoloya del Río | 10 886           | 12 438           |
| 012          | Atizapán         | 10 229           | 11 475           |
| 019          | Capulhuac        | 34 101           | 37 486           |
| 043          | Xalatlaco        | 26 865           | 31 886           |
| 098          | Texcalyacac      | 5 111            | 5 650            |
| 101          | Tianguistenco    | 70 682           | 77 432           |
| Total        | Total            | 157 254          | 176 367          |